# 伍德兰德 (阿拉巴马州)
林地（英語：Woodland），是美国阿拉巴马州下属的一座城市。面积约为1.56平方英里（约合4.04平方公里）。根据2010年美国人口普查，该市有人口184人，人口密度为118.1/平方英里（约合45.54/平方公里）。